# Joos de Rijcke

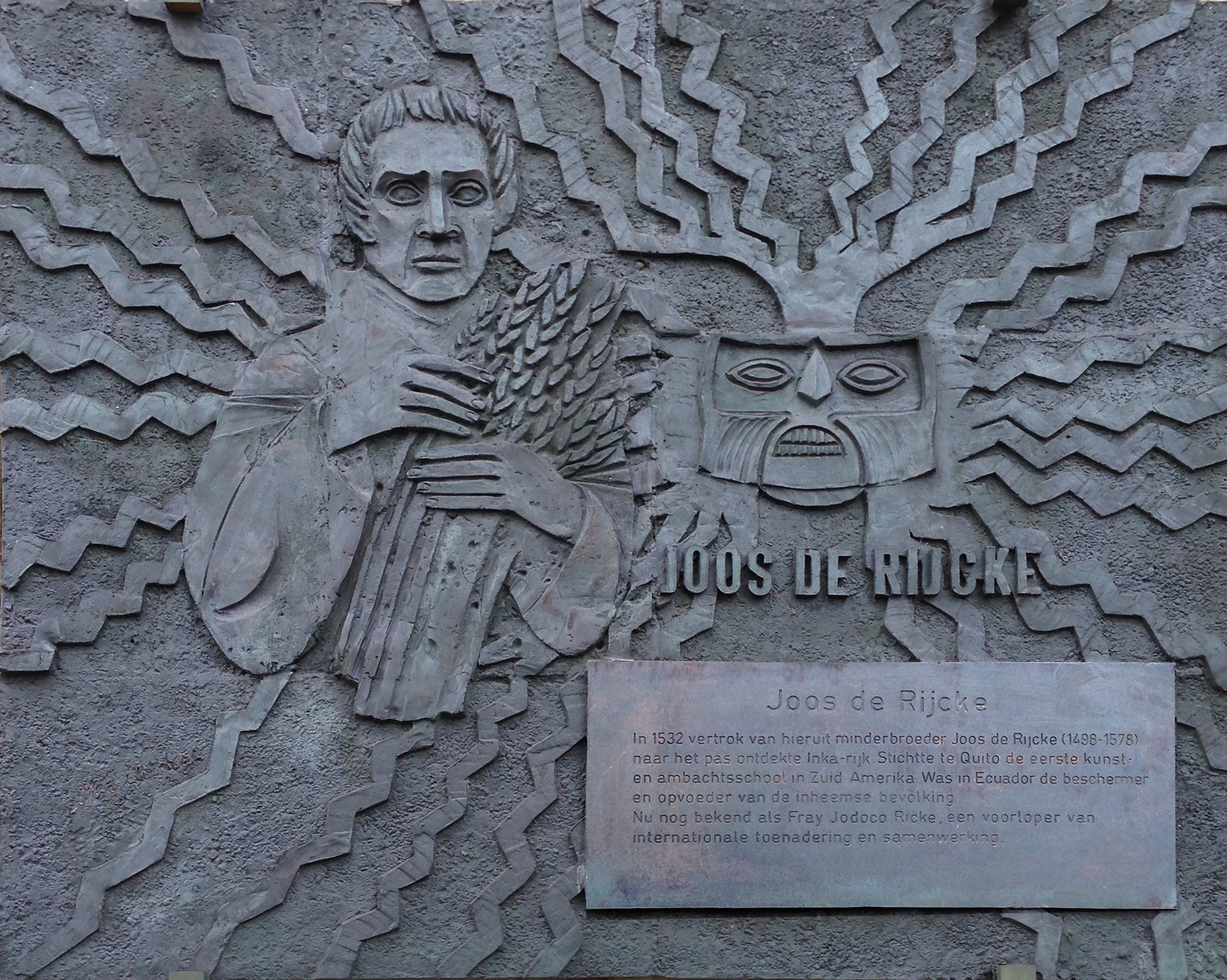
Gedenkplaat Joos de Rijcke in Gent (Koophandelsplein)

Joos de Rijcke, ook wel Jodoco Rique of Jodoco Ricci, (Mechelen, 29 oktober 1498 - Popayán, augustus 1578) is een missionaris en geschiedschrijver uit de 16e eeuw. Hij schreef het eerste en oudste bewaarde Nederlandse reisverslag over het Incarijk.

## Levensloop
Joos de Rijcke was de zoon van ridder Josse de Rijcke (heer van Boortmeerbeek, opperwachtmeester van Brabant en schepen van Mechelen) en Joanna  van Marselaer.
Omstreeks 1515  trad Joos de Rijcke binnen bij de Franciscanen en legt een jaar later zijn kloostergeloften af in het klooster te Gent, dat stond op de plaats van het Oud Gerechtsgebouw en waar nu een gedenkplaat voor hem hangt. Zeer waarschijnlijk heeft hij daar Peter van Gent gekend.
In 1532 woonde hij in de Franse stad Toulouse, het algemeen kapittel van de franciscanen bij dat op vraag van Isabella van Portugal in het teken stond van de missionering van het pas veroverde Amerikaans continent. Hij wordt er uitverkoren om naar Nicaragua te gaan.
Op 19 december 1533 komt hij aan op het eiland Hispaniola en 1 maart 1534 bereikt hij Nombre de Dios, een stad aan de Atlantische zijde van Panama. Daar steekt hij de landengte over naar de Grote Oceaan waar hij tevergeefs wacht op een schip naar Nicaragua en dan maar inscheept op een boot naar Peru waar hij op 28 april 1535 aan land gaat en over land verder reist om in Quito aan te komen op 6 december 1535 (een jaar na de verovering van de stad door de Spaanse conquistadores). Van hieruit schreef hij in 1536 het reisverslag over Tawantinsuyu, het Incarijk, naar zijn familie. Hij werd gardiaan van het klooster van Quito en custos van de custodie van Quito. In december 1569 wordt hij gardiaan van het klooster van Popayán.
Aan Joos de Rijcke wordt de invoering van het graan bij de Inca toegeschreven. In de geschiedenis van de conquista van precolumbiaans Amerika is hij een van de grote namen, naast zijn land- en ordegenoot Pedro de Gante (Pieter van Gent) en de andere 'apostelen van de Indio's', de Franciscaan Bernardino de Sahagún en de Dominicaan Bartolomé de las Casas.

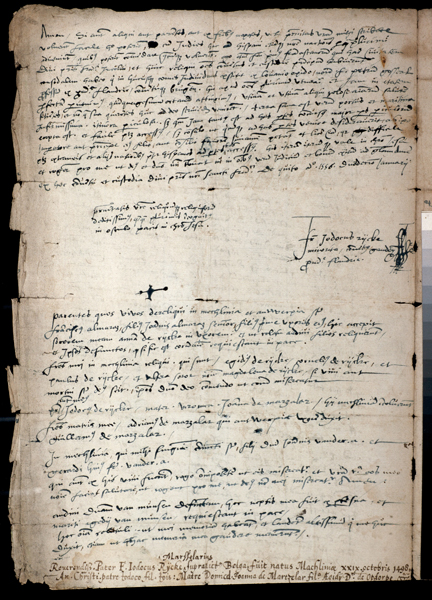
Brief aan Joos de Rijcke
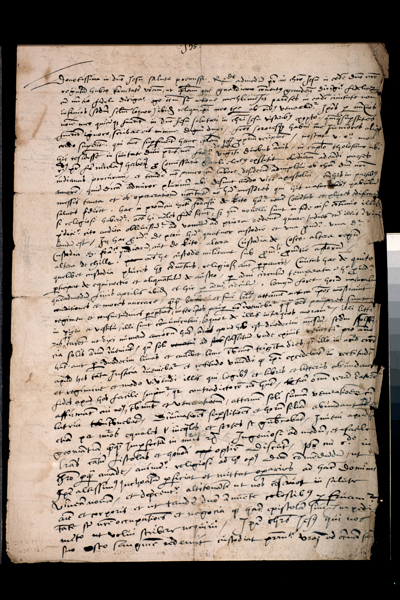
Brief aan Joos de Rijcke